# TVN (Südkorea)
TVN (Total Variety Network, stilisiert tvN) ist ein südkoreanischer Kabelfernsehsender. 
TVN ist eine private Sendeanstalt des Bezahlfernsehens (Pay-TV-Sender) und gehört dem Jaebeol-Medienkonzern CJ ENM. Der Fernsehsender startete am 9. Oktober 2006. TVN ist über die gängigen Verbreitungskanäle Satellit, Kabel, IPTV, DVB-C und DVB-S empfangbar.

## Programm
Die Dramaserien von tvN werden in zahlreiche Länder exportiert. Mit Reply 1988, Goblin und Mr. Sunshine hat der Sender in den letzten Jahren einige der erfolgreichsten Fernsehserien produziert.